# Circuito Mundial de Voleibol de Praia de 1999
O Circuito Mundial de Voleibol de Praia de 1999 foi a décima terceira edição das séries internacionais de vôlei de praia organizadas pela Federação Internacional de Voleibol (FIVB) para a variante masculina e a oitava edição para o naipe feminino. Para a edição 1999, o Circuito incluiu 12 torneios Open para o naipe masculino e 6 torneios Open para a variante feminina, além da edição do Campeonato Mundial de Vôlei de Praia para ambos os naipes.

## Calendário

### Feminino
| Torneio                                                                   | Ouro                                              | Prata                                             | Bronze                                            | Quarto lugar                                |
| Aberto de Acapulco Acapulco, México De 7 a 11 de abril de 1999.           | BrasilShelda Bedê · Adriana Behar                 | AustráliaPauline Manser · Kerri Pottharst         | AustráliaAngela Clarke · Natalie Cook             | BrasilSandra Pires · Adriana Samuel         |
| Aberto de Toronto Toronto, Canadá De 16 a 20 de junho de 1999.            | Estados UnidosHolly McPeak · Nancy Reno           | BrasilShelda Bedê · Adriana Behar                 | Estados UnidosAnnett Davis · Jenny Johnson Jordan | BrasilSandra Pires · Adriana Samuel         |
| Campeonato Mundial Marseille, França De 19 a 24 de julho de 1999.         | BrasilShelda Bedê · Adriana Behar                 | Estados UnidosAnnett Davis · Jenny Johnson Jordan | Estados UnidosLiz Masakayan · Elaine Youngs       | BrasilSandra Pires · Adriana Samuel         |
| Aberto de Espinho Espinho, Portugal De 28 de julho a 1 de agosto de 1999. | Estados UnidosAnnett Davis · Jenny Johnson Jordan | AustráliaNatalie Cook · Kerri Pottharst           | Estados UnidosLiz Masakayan · Elaine Youngs       | Estados UnidosLisa Arce · Barbra Fontana    |
| Aberto de Osaka Osaka, Japão De 4 a 8 de agosto de 1999.                  | BrasilShelda Bedê · Adriana Behar                 | AustráliaNatalie Cook · Kerri Pottharst           | BrasilAna Paula Henkel · Jacqueline Silva         | BrasilSandra Pires · Adriana Samuel         |
| Aberto de Dalian Dalian, China De 11 a 15 de agosto de 1999.              | BrasilShelda Bedê · Adriana Behar                 | Estados UnidosAnnett Davis · Jenny Johnson Jordan | Estados UnidosLisa Arce · Barbra Fontana          | Estados UnidosLiz Masakayan · Elaine Youngs |
| Aberto de Tenerife Tenerife, Espanha De 2 a 7 de novembro de 1999.        | BrasilShelda Bedê · Adriana Behar                 | Estados UnidosLiz Masakayan · Elaine Youngs       | BrasilSandra Pires · Adriana Samuel               | Estados UnidosLisa Arce · Barbra Fontana    |

### Masculino
| Torneio                                                                         | Ouro                                      | Prata                                             | Bronze                                            | Quarto lugar                                 |
| Aberto de Mar del Plata Mar del Plata, Argentina De 13 a 17 de janeiro de 1999. | BrasilJosé Loiola · Emanuel Rego          | ArgentinaMartín Conde · Eduardo Martínez          | BrasilRogério Ferreira "Pará" · Guilherme Marques | BrasilZé Marco · Ricardo Alex Santos         |
| Aberto de Acapulco Acapulco, México De 7 a 11 de abril de 1999.                 | Estados UnidosBill Boullianne · Ian Clark | BrasilRogério Ferreira "Pará" · Guilherme Marques | BrasilZé Marco · Ricardo Alex Santos              | Suíça Martin Laciga · Paul Laciga            |
| Aberto de Toronto Toronto, Canadá De 16 a 20 de junho de 1999.                  | BrasilZé Marco · Ricardo Alex Santos      | BrasilJosé Loiola · Emanuel Rego                  | Estados UnidosRob Heidger · Kevin Wong            | Estados UnidosAdam Johnson · Karch Kiraly    |
| Aberto de Moscou Moscou, Rússia De 23 a 27 de junho de 1999.                    | PortugalJoão Brenha · Miguel Maia         | BrasilZé Marco · Ricardo Alex Santos              | BrasilJosé Loiola · Emanuel Rego                  | ArgentinaMartín Conde · Eduardo Martínez     |
| Aberto de Berlin Berlin, Alemanha De 30 de junho a 4 de julho de 1999.          | BrasilZé Marco · Ricardo Alex Santos      | Suíça Martin Laciga · Paul Laciga                 | EspanhaJavier Bosma · Fabio Díez                  | CanadáJohn Child · Mark Heese                |
| Aberto de Stavanger Stavanger, Noruega De 7 a 11 de julho de 1999.              | BrasilJosé Loiola · Emanuel Rego          | BrasilRogério Ferreira "Pará" · Guilherme Marques | BrasilZé Marco · Ricardo Alex Santos              | Suíça Martin Laciga · Paul Laciga            |
| Aberto de Lignano Lignano Sabbiadoro, Itália De 14 a 18 de julho de 1999.       | BrasilJosé Loiola · Emanuel Rego          | BrasilRogério Ferreira "Pará" · Guilherme Marques | ArgentinaMartín Conde · Eduardo Martínez          | Estados UnidosRob Heidger · Kevin Wong       |
| Campeonato Mundial Marseille, França De 20 a 25 de julho de 1999.               | BrasilJosé Loiola · Emanuel Rego          | Suíça Martin Laciga · Paul Laciga                 | BrasilRogério Ferreira "Pará" · Guilherme Marques | EspanhaJavier Bosma · Fabio Díez             |
| Aberto de Klagenfurt Klagenfurt, Áustria De 28 de julho a 1 de agosto de 1999.  | BrasilJosé Loiola · Emanuel Rego          | BrasilZé Marco · Ricardo Alex Santos              | BrasilRogério Ferreira "Pará" · Guilherme Marques | Estados UnidosDain Blanton · Eric Fonoimoana |
| Aberto de Espinho Espinho, Portugal De 4 a 8 de agosto de 1999.                 | BrasilJosé Loiola · Emanuel Rego          | BrasilRogério Ferreira "Pará" · Guilherme Marques | BrasilZé Marco · Ricardo Alex Santos              | ArgentinaMartín Conde · Eduardo Martínez     |
| Aberto de Ostende Ostende, Bélgica De 11 a 15 de agosto de 1999.                | BrasilJosé Loiola · Emanuel Rego          | BrasilZé Marco · Ricardo Alex Santos              | AustráliaJulien Prosser · Lee Zahner              | Estados UnidosDain Blanton · Eric Fonoimoana |
| Aberto de Tenerife Tenerife, Espanha De 17 a 22 de agosto de 1999.              | BrasilZé Marco · Ricardo Alex Santos      | BrasilRogério Ferreira "Pará" · Guilherme Marques | BrasilGiovane Gávio · Tande                       | Suíça Martin Laciga · Paul Laciga            |
| Aberto de Vitória Vitória, Brasil De 30 de novembro a 5 de dezembro de 1999.    | BrasilZé Marco · Ricardo Alex Santos      | BrasilJosé Loiola · Emanuel Rego                  | BrasilRoberto Lopes · Franco Neto                 | PortugalJoão Brenha · Miguel Maia            |

## Quadro de medalhas
| Ordem | País           | Medalha de ouro | Medalha de prata | Medalha de bronze | Total |
| ----- | -------------- | --------------- | ---------------- | ----------------- | ----- |
| 1.    | Brasil         | 16              | 11               | 11                | 38    |
| 2.    | Estados Unidos | 3               | 3                | 5                 | 11    |
| 3.    | Portugal       | 1               | 0                | 0                 | 1     |
| 4.    | Austrália      | 0               | 3                | 2                 | 5     |
| 5.    | Suíça          | 0               | 2                | 0                 | 2     |
| 6.    | Argentina      | 0               | 1                | 1                 | 2     |
| 7.    | Espanha        | 0               | 0                | 1                 | 1     |